# Burnevillers
Burnevillers é uma comuna francesa na região administrativa de Borgonha-Franco-Condado, no departamento de Doubs. Estende-se por uma área de 6,74 km². Em 2010 a comuna tinha 48 habitantes (densidade: 7,1 hab./km²).